# Udmurtien
Koordinaten: 57° 13′ N, 52° 47′ O
Udmurtien (russisch Удмуртия Udmurtija, udmurtisch Удмуртия, Удмурт Республика oder Удмурт Элькун) ist eine Republik im russischen Föderationskreis Wolga.

## Geographie

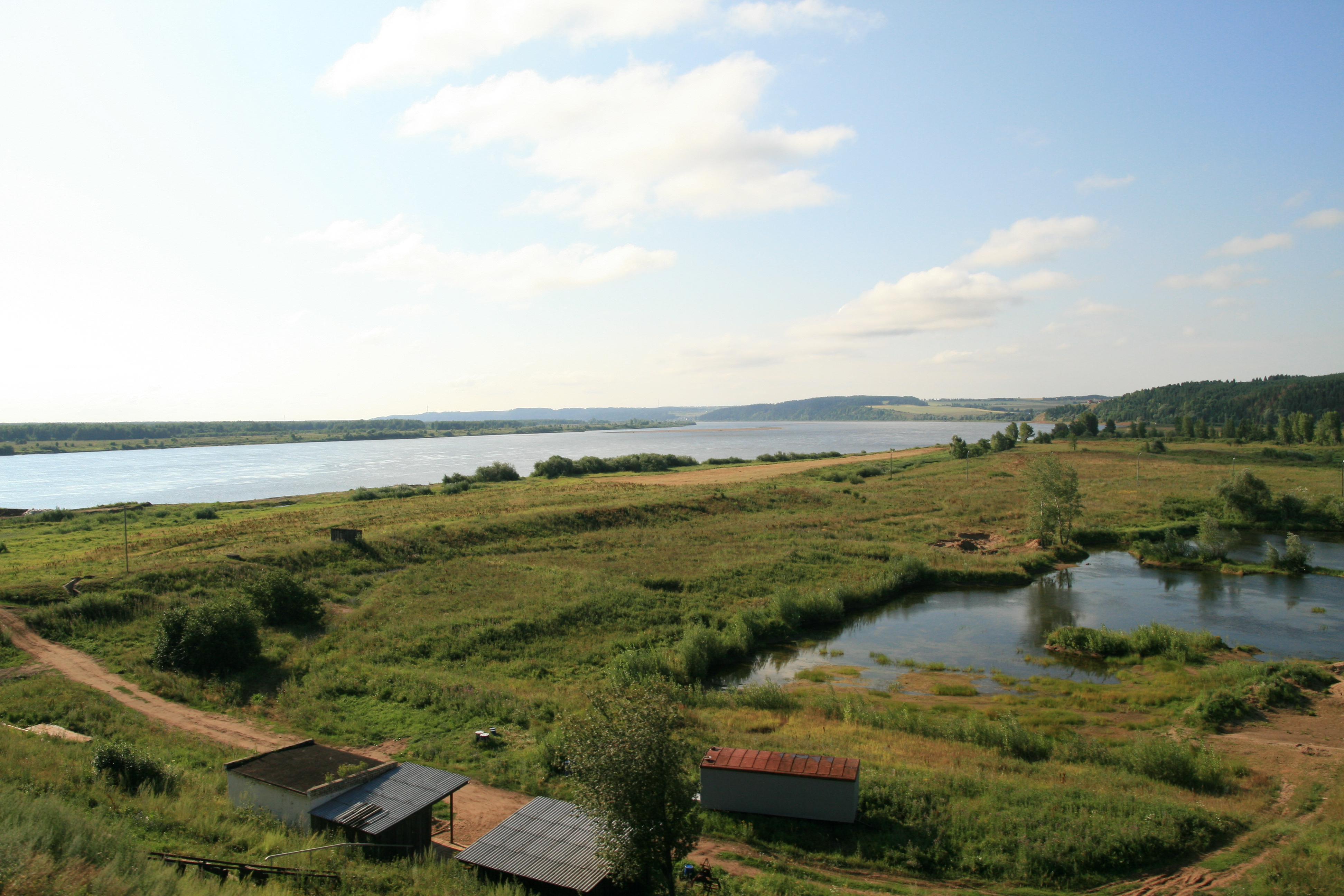
Die Kama bei Sarapul

Udmurtien liegt im europäischen Teil Russlands westlich des Uralgebirges zwischen den Flüssen Kama und Wjatka. Das Klima ist gemäßigt-kontinental. Der Naturraum der Republik ist vorwiegend durch den Laub- und Nadelmischwald im Übergang von der Taiga zur eurasischen Steppenzone geprägt.

## Bevölkerung
Die Volkszählung 2010 ergab eine Einwohnerzahl von 1.521.420 Personen. Die Udmurten sind ein finno-ugrisches Volk. Sie sind aber in ihrer Heimatrepublik seit mehreren Jahrzehnten nur noch eine Minderheit. Die Mehrheit stellen heute mit 60 % die Russen. Weitere bedeutende Minderheiten sind die Tataren, Ukrainer sowie Mari. Eine Besonderheit sind die den Udmurten stark assimilierten Bessermenen, die seit 2002 wieder als eigenständiges Volk erscheinen; zuvor wurden sie zu den Udmurten gezählt.
Amtssprachen sind Udmurtisch und Russisch. Neben Anhängern der Russisch-Orthodoxen Kirche gibt es unter Tataren und Bessermenen auch Schamanisten und Muslime.
| Volksgruppe | VZ 1926 | VZ 1926 | VZ 1939   | VZ 1939 | VZ 1959   | VZ 1959 | VZ 1970   | VZ 1970 | VZ 1979   | VZ 1979 | VZ 1989   | VZ 1989 | VZ 2002   | VZ 2002 | VZ 2010 1 | VZ 2010 1 |
| Volksgruppe | Anzahl  | %       | Anzahl    | %       | Anzahl    | %       | Anzahl    | %       | Anzahl    | %       | Anzahl    | %       | Anzahl    | %       | Anzahl    | %         |
| --- | ------- | ------- | --------- | ------- | --------- | ------- | --------- | ------- | --------- | ------- | --------- | ------- | --------- | ------- | --------- | --------- |
| Udmurten | 395,607 | 52,3 %  | 480,014   | 39,4 %  | 475,913   | 35,6 %  | 484,168   | 34,2 %  | 479,702   | 32,1 %  | 496,522   | 30,9 %  | 460,584   | 29,3 %  | 410,584   | 27,0 %    |
| Bessermenen | 9,200   | 1,2 %   | 480,014   | 39,4 %  | 475,913   | 35,6 %  | 484,168   | 34,2 %  | 479,702   | 32,1 %  | 496,522   | 30,9 %  | 2,998     | 0,2 %   | 2,111     | 0,1 %     |
| Russen | 327.493 | 43,3 %  | 679.294   | 55,7 %  | 758.770   | 56,8 %  | 809.563   | 57,1 %  | 870.270   | 58,3 %  | 945.216   | 58,9 %  | 944.108   | 60,1 %  | 912.539   | 60,0 %    |
| Tataren 2 | 19.248  | 2,5 %   | 40.561    | 3,3 %   | 71.930    | 5,4 %   | 87.150    | 6,1 %   | 99.139    | 6,6 %   | 110.490   | 6,9 %   | 109.218   | 7,0 %   | 98.831    | 6,5 %     |
| Ukrainer | 143     | 0,0 %   | 5.760     | 0,5 %   | 7.521     | 0,6 %   | 10.267    | 0,7 %   | 11.149    | 0,7 %   | 14.167    | 0,9 %   | 11.527    | 0,7 %   | 8.332     | 0,5 %     |
| Mari | 2.827   | 0,4 %   | 5.997     | 0,5 %   | 6.449     | 0,5 %   | 7.842     | 0,6 %   | 8.752     | 0,6 %   | 9.543     | 0,6 %   | 8.985     | 0,6 %   | 8.067     | 0,5 %     |
| Baschkiren | 5       | 0,0 %   | 362       | 0,0 %   | 1.150     | 0,1 %   | 2.005     | 0,1 %   | 3.608     | 0,2 %   | 5.217     | 0,3 %   | 4.320     | 0,3 %   | 3.454     | 0,2 %     |
| Deutsche | 67      | 0,01 %  | 229       | 0,02 %  | 4.776     | 0,36 %  | 2.671     | 0,19 %  | 2.628     | 0,18 %  | 2.588     | 0,16 %  | 1.735     | 0,11 %  | 1.238     | 0,08 %    |
| Andere | 1.674   | 0,2 %   | 7.133     | 0,6 %   | 10.418    | 0,8 %   | 14.009    | 1,0 %   | 16.924    | 1,1 %   | 21.920    | 1,4 %   | 26.841    | 1,7 %   | 76.264    | 5,0 %     |
| Einwohner | 756.264 | 100 %   | 1.219.350 | 100 %   | 1.336.927 | 100 %   | 1.417.675 | 100 %   | 1.492.172 | 100 %   | 1.605.663 | 100 %   | 1.570.316 | 100 %   | 1.521.420 | 100 %     |
| 1 54.797 Personen konnten keiner Volksgruppe zugeteilt werden. Diese Leute verteilen sich vermutlich anteilmässig gleich wie die ethnisch zugeschiedenen Einwohner. 2 einschließlich Keräschen (christliche Tataren) (1926 2.113 und 2002 650 Personen) |         |         |           |         |           |         |           |         |           |         |           |         |           |         |           |           |

## Geschichte

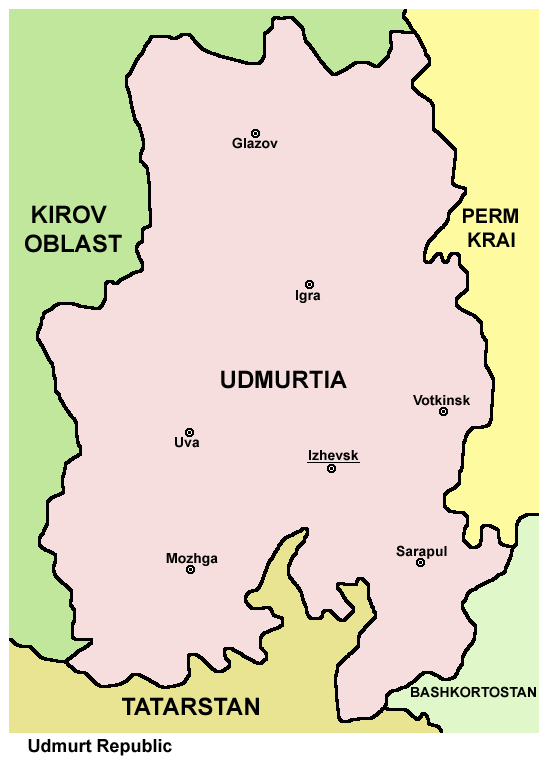

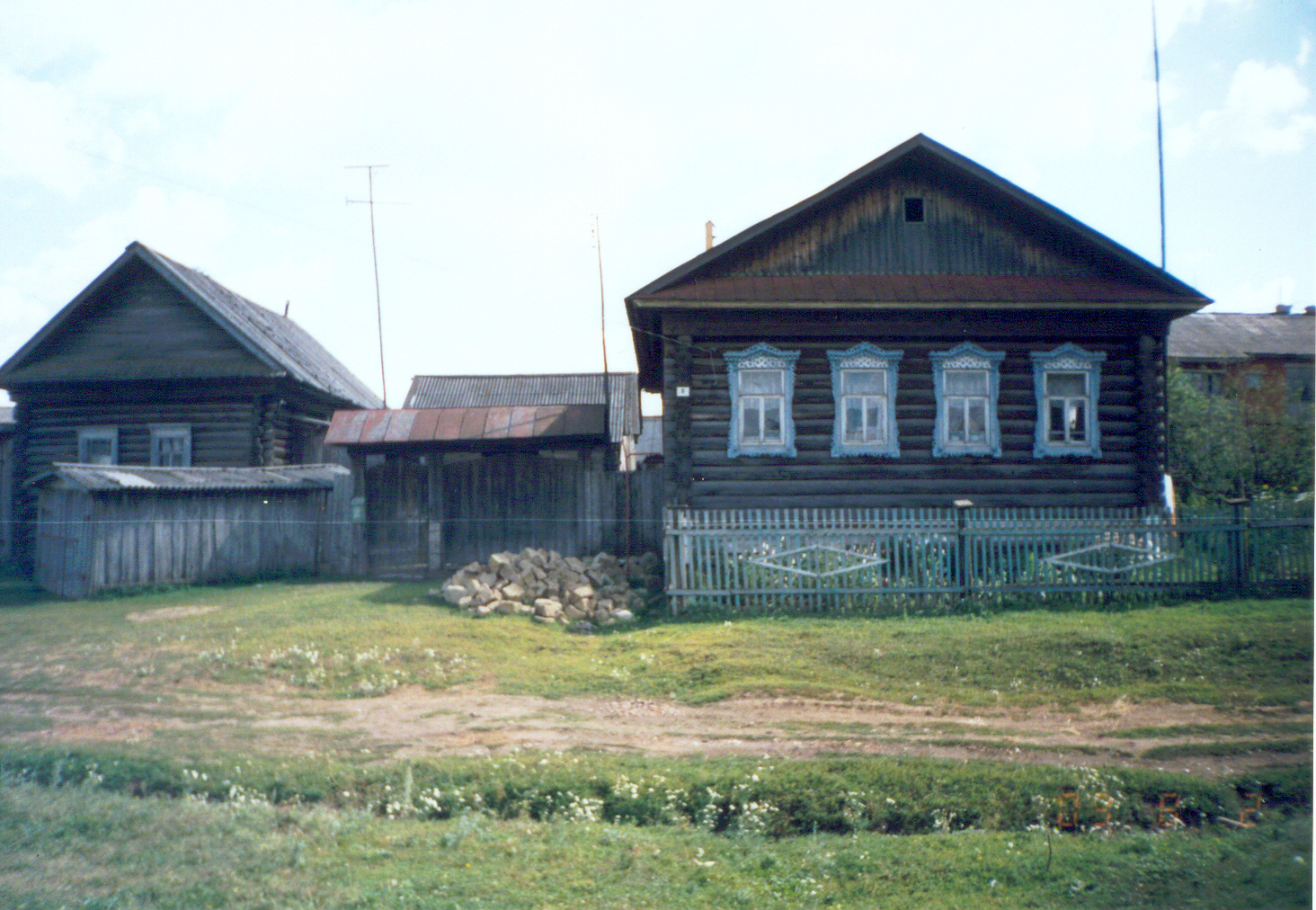
Udmurtische Wohnhäuser

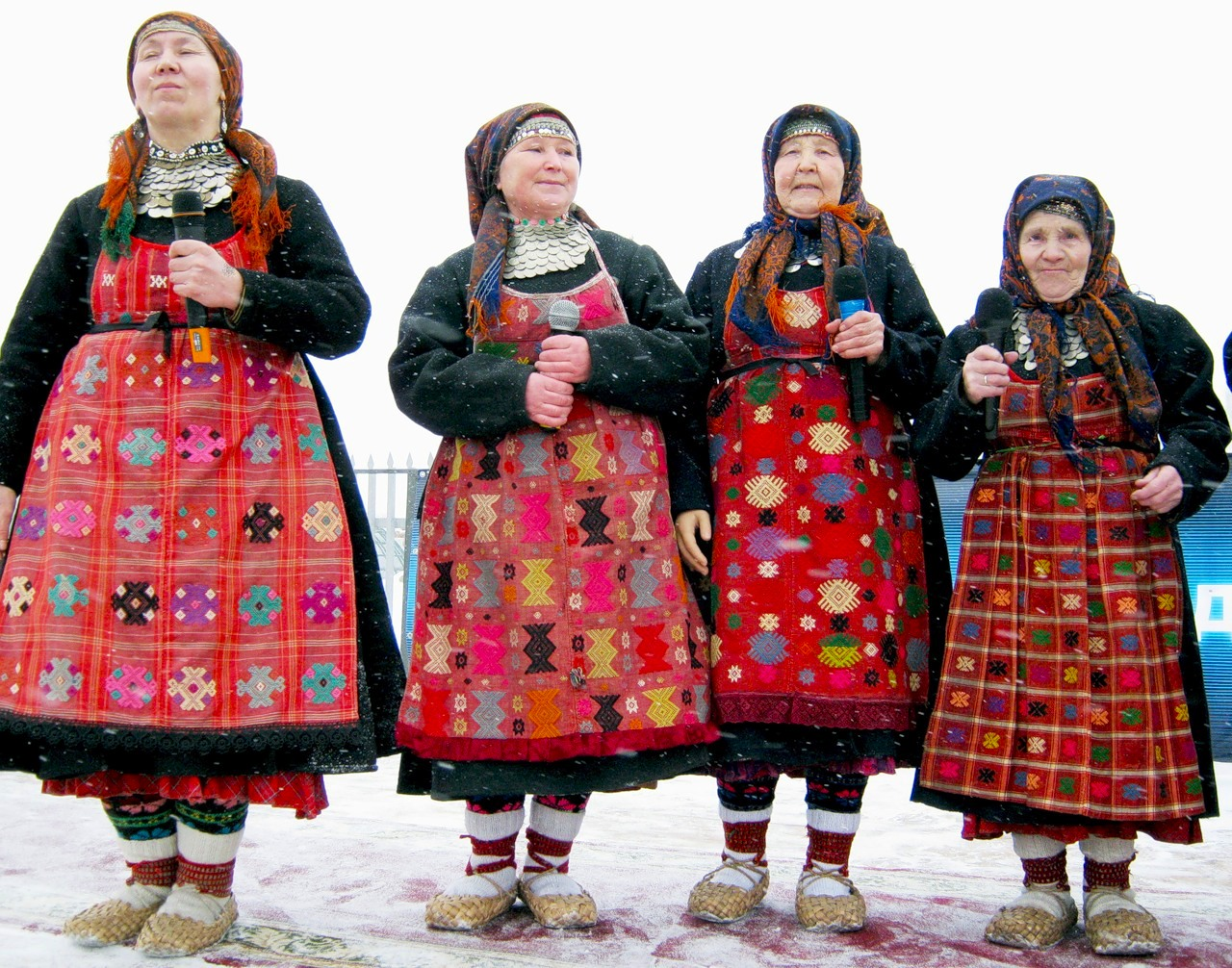
Die Gesangsgruppe Buranowskije Babuschki in udmurtischer Tracht

Die ersten russischen Siedler kamen im 12. Jahrhundert in das von Udmurten bewohnte Gebiet. Nachdem das Khanat Kasan 1552 an Russland gefallen war, mehrten sich die russischen Zuzügler. Im 18. Jahrhundert wurden die bis dato animistischen Udmurten christlich missioniert, erste Bibelübersetzungen erschienen. Udmurtien war seit 1934 eine Autonome Sozialistische Sowjetrepublik (ASSR) innerhalb der RSFSR. Nach der Auflösung der UdSSR wurde Udmurtien als eine von 21 Republiken ein mit relativ weitreichenden Autonomierechten ausgestattetes Föderationssubjekt Russlands.
Am 1. April 2006 wurde in Kambarka die zweite russische Anlage zur Vernichtung von Chemiewaffen in Betrieb genommen. In der mit deutscher Hilfe finanzierten Anlage wurden bis 2009 über 6000 Tonnen Lewisit beseitigt.

## Politik
Amtierendes Oberhaupt der Republik ist Alexander Bretschalow.

## Wirtschaft
Die Republik ist verkehrsmäßig relativ gut erschlossen und stark industrialisiert. Zu den wichtigsten Wirtschaftszweigen gehören die Metall- und Holzverarbeitung, die chemische und die Glasindustrie. Erdöl und Kohle zählen zu den wichtigsten Bodenschätzen.

## Verwaltungsgliederung und Städte
Die Republik Udmurtien umfasst 25 Rajons sowie 5 Stadtkreise, die von der Hauptstadt der Republik Ischewsk sowie den vier nächstgrößten Städten Sarapul, Wotkinsk, Glasow und Moschga gebildet werden. Insgesamt gibt es sechs Städte und fünf Siedlungen städtischen Typs.
| Stadt*/Städt. Siedlung | Russisch | Rajon      | Einwohner (14. Oktober 2010) |
| ---------------------- | -------- | ---------- | ---------------------------- |
| Balesino               | Балезино | Balesino   | 16.121                       |
| Glasow*                | Глазов   | Stadtkreis | 95.854                       |
| Igra                   | Игра     | Igra       | 20.737                       |
| Ischewsk*              | Ижевск   | Stadtkreis | 627.734                      |
| Jar                    | Яр       | Jar        | 6.596                        |
| Kambarka*              | Камбарка | Kambarka   | 11.021                       |
| Moschga*               | Можга    | Stadtkreis | 47.961                       |
| Nowy                   | Новый    | Wotkinsk   | 5.742                        |
| Sarapul*               | Сарапул  | Stadtkreis | 101.381                      |
| Uwa                    | Ува      | Uwa        | 19.984                       |
| Wotkinsk*              | Воткинск | Stadtkreis | 99.022                       |